# Форт Сан-Хосе (Гуам)
 Форт Сан-Хосе (англ. Fort San Jose) — военный форт XIX века на острове Гуам.

## История
Инициатором постройки форта Сан-Хосе в 1802 году был губернатор Марианских островов Висенте Бланко. Форт был построен в 1805 году и предназначался для защиты острова. Также гавань форта служила местом стоянки испанских галеонов следовавших по маршруту между Манилой на испанской Филиппинах и Акапулько в Мексике. Испанские корабли останавливались здесь для пополнения запасов продуктов питания и воды. В 1815 году маршрут практически перестал использоваться. 24 августа 1821 года представители Испания признала независимость Мексики. После этого маршрут полностью вышел из употребления. С 50-х годов XIX века форт начал превращаться в руины. В 1974 году форт был зарегистрирован в Национальном реестре исторических мест США.  

## Описание
Форт расположен в Уматакском заливе к северо-западу от деревни Уматак. Представляет собой широкий полукруг с башнями, расположенными на расстоянии 11 метров. Сохранившиеся стены форта имеют высоту около 1,5 метра.